# Прендергаст, Морис Брэзил
Морис Брэзил Прендергаст (англ. Maurice Brazil Prendergast; 10 октября 1858 — 1 февраля 1924) — американский художник.

## Биография
Родился в Канаде, но ребёнком переехал с родителями в Бостон. Юношей он познакомился здесь с художницей и меценаткой Сарой Чоуэйт Сирс, которая оказала ему покровительство и материально поддержала во время учёбы в Париже. Там, в академии Жюлиана, он познакомился с Обри Бёрдслеем и Уолтером Сикертом и отчасти благодаря этому знакомству подпал под влияние живописи Уистлера. Затем до некоторой степени сблизился с Пьером Боннаром и Эдуаром Вюйаром, благодаря чему был причислен к постимпрессионистам. Оставил несколько видов Венеции, где побывал в 1898. В 1920-е годы считался участником группы американских художников, получившей название «школа мусорных вёдер», хотя по своей манере был гораздо тоньше и деликатней.

## Труды
Типичный сюжет живописи Прендергаста — праздные, отдыхающие, нарядно одетые люди. Прендергаст считается одним из лучших американских акварелистов своего времени, хотя в поздние годы он всё более тяготел к живописи маслом.

## Галерея

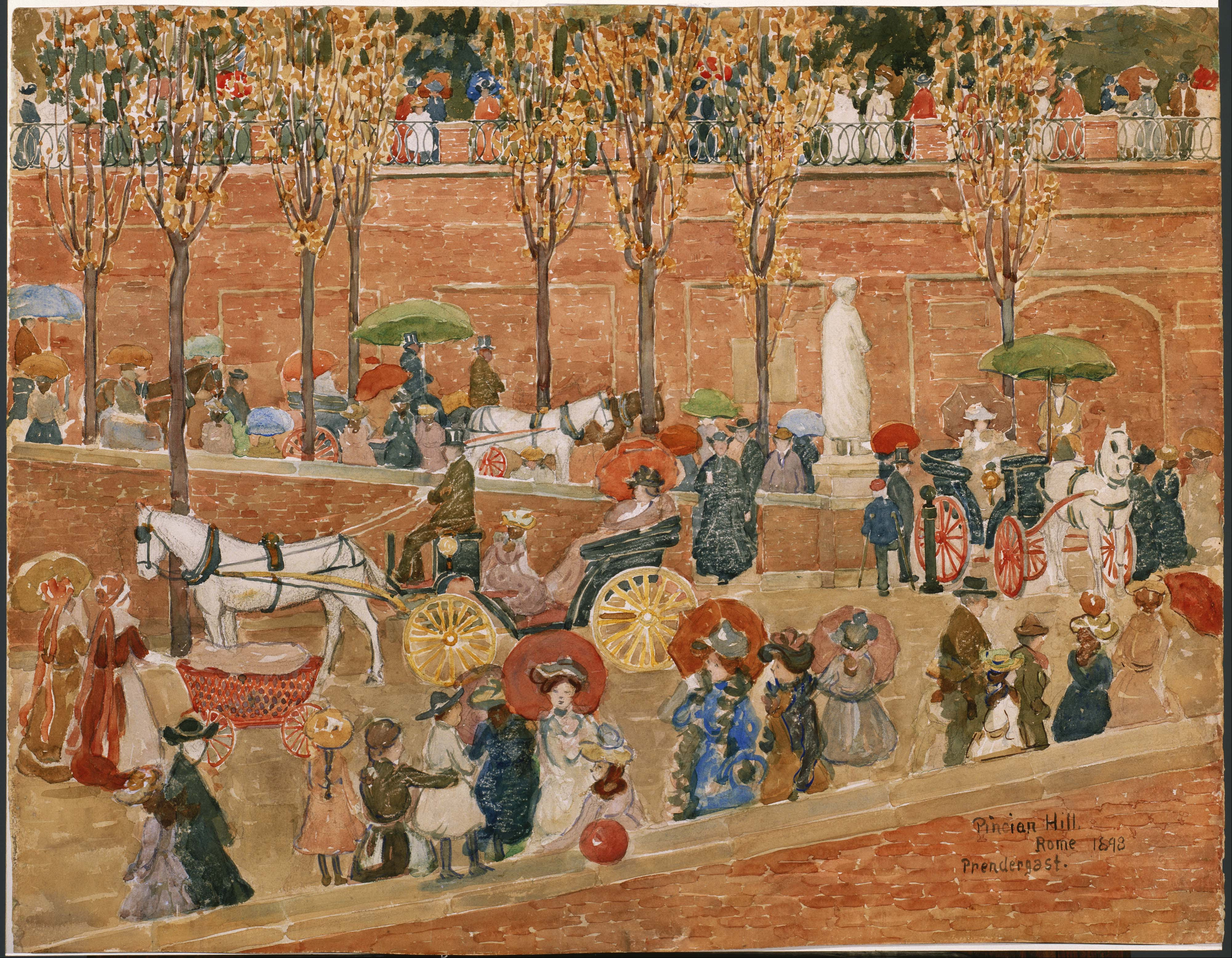
Пинчо. Рим (1898)
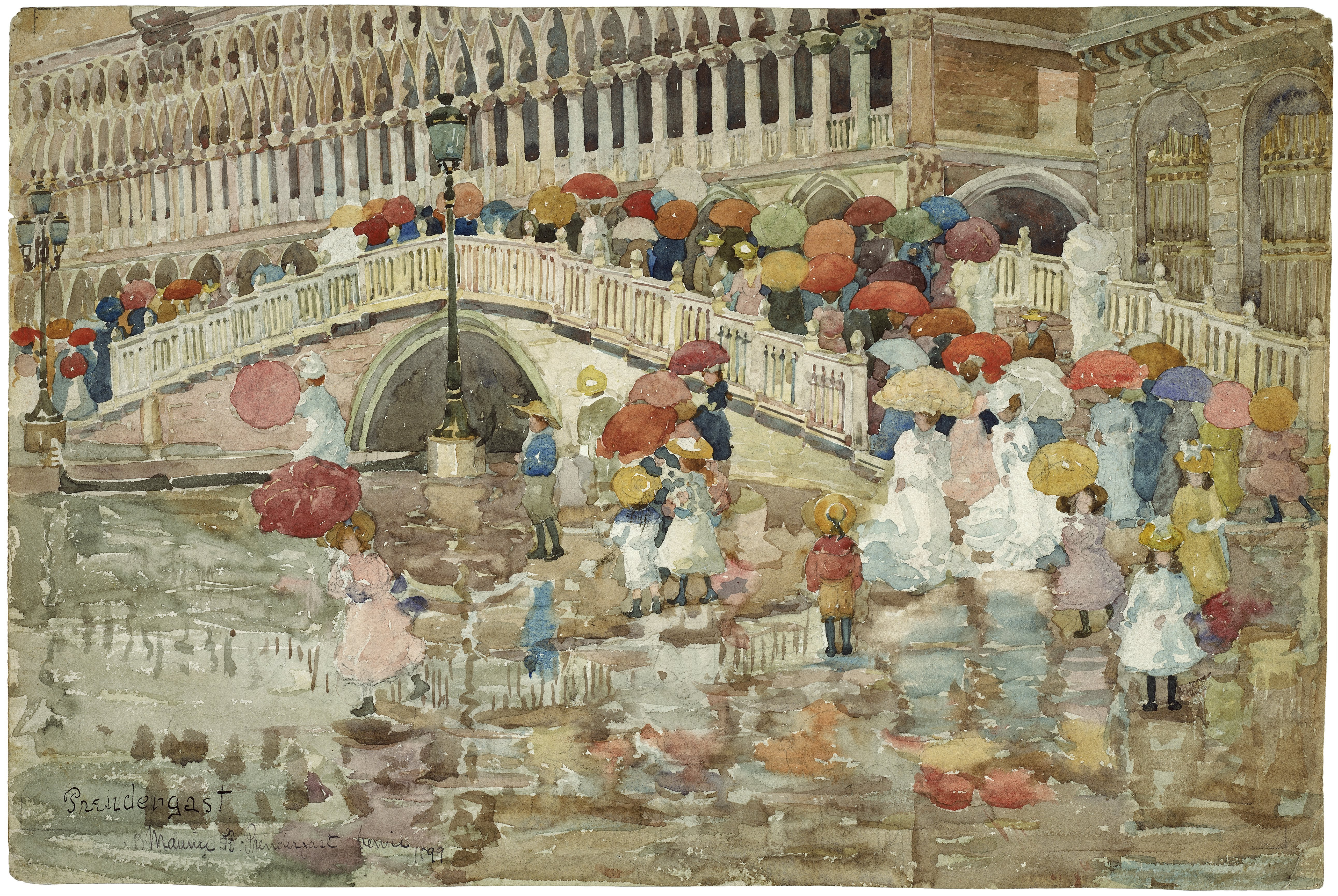
Зонтики под дождём (1899)
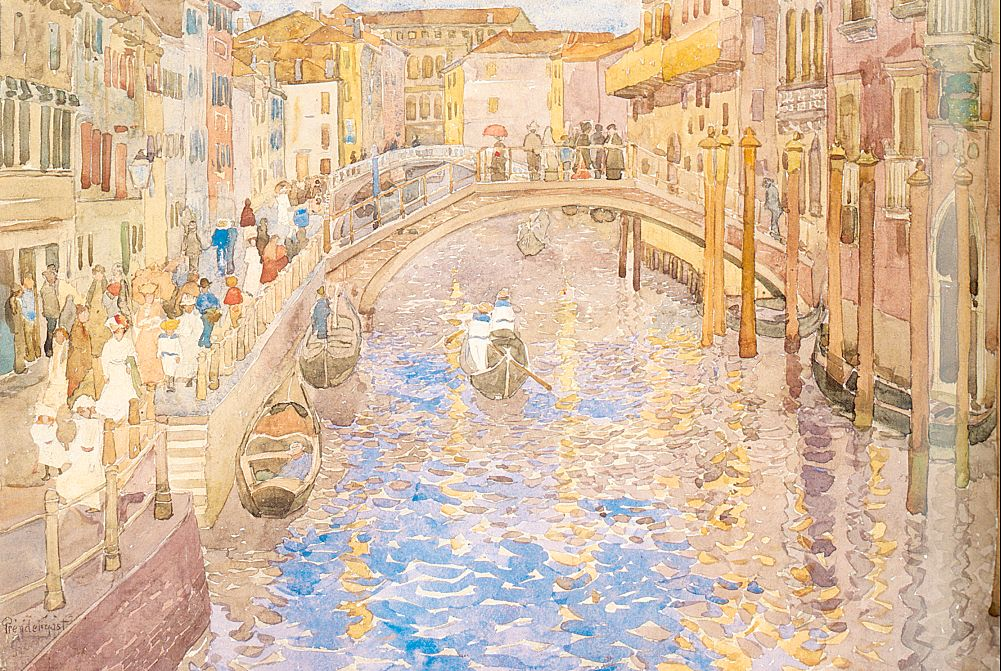
Венецианский канал (1898-1899)
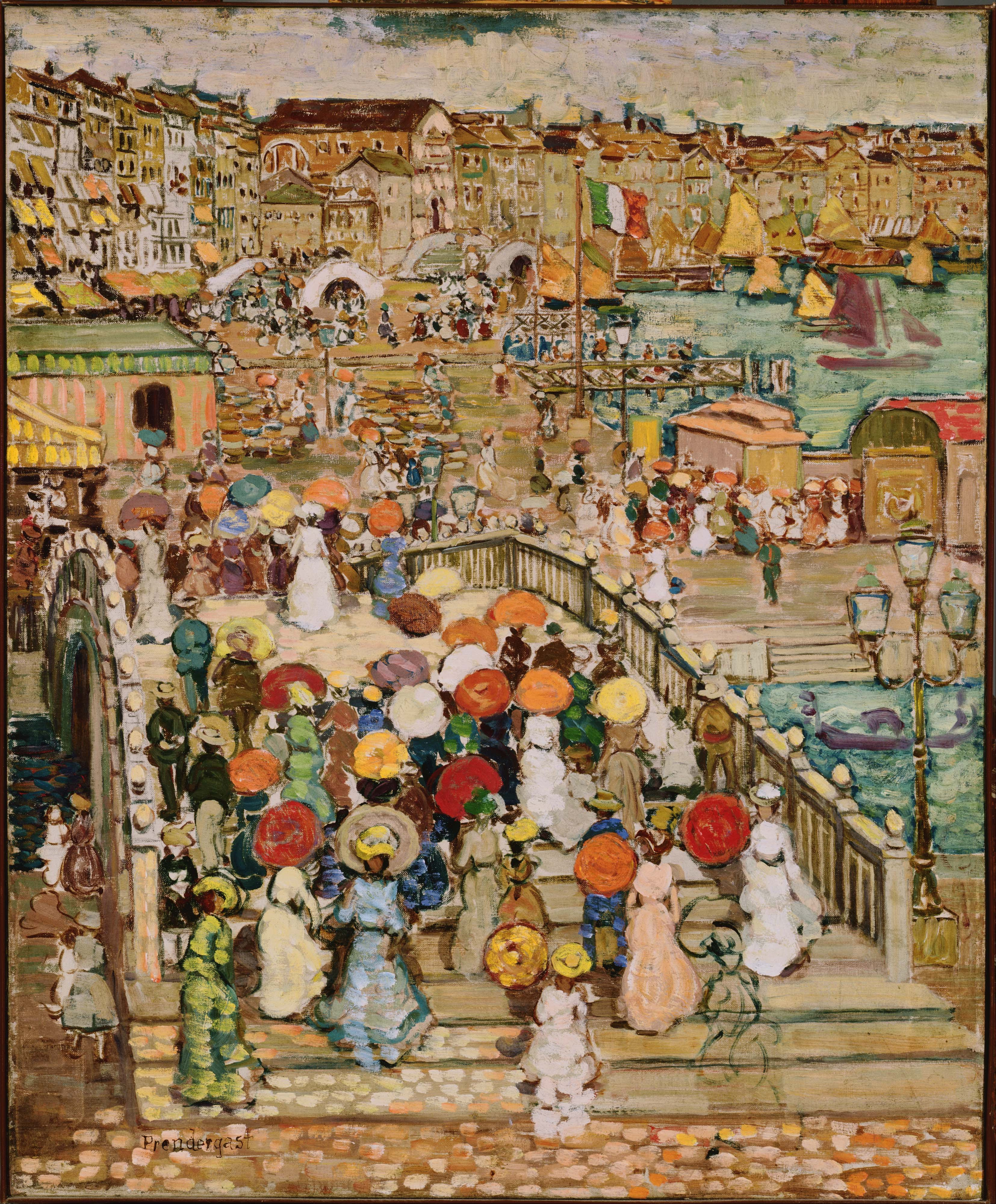
Соломенный мост (1898-1899)
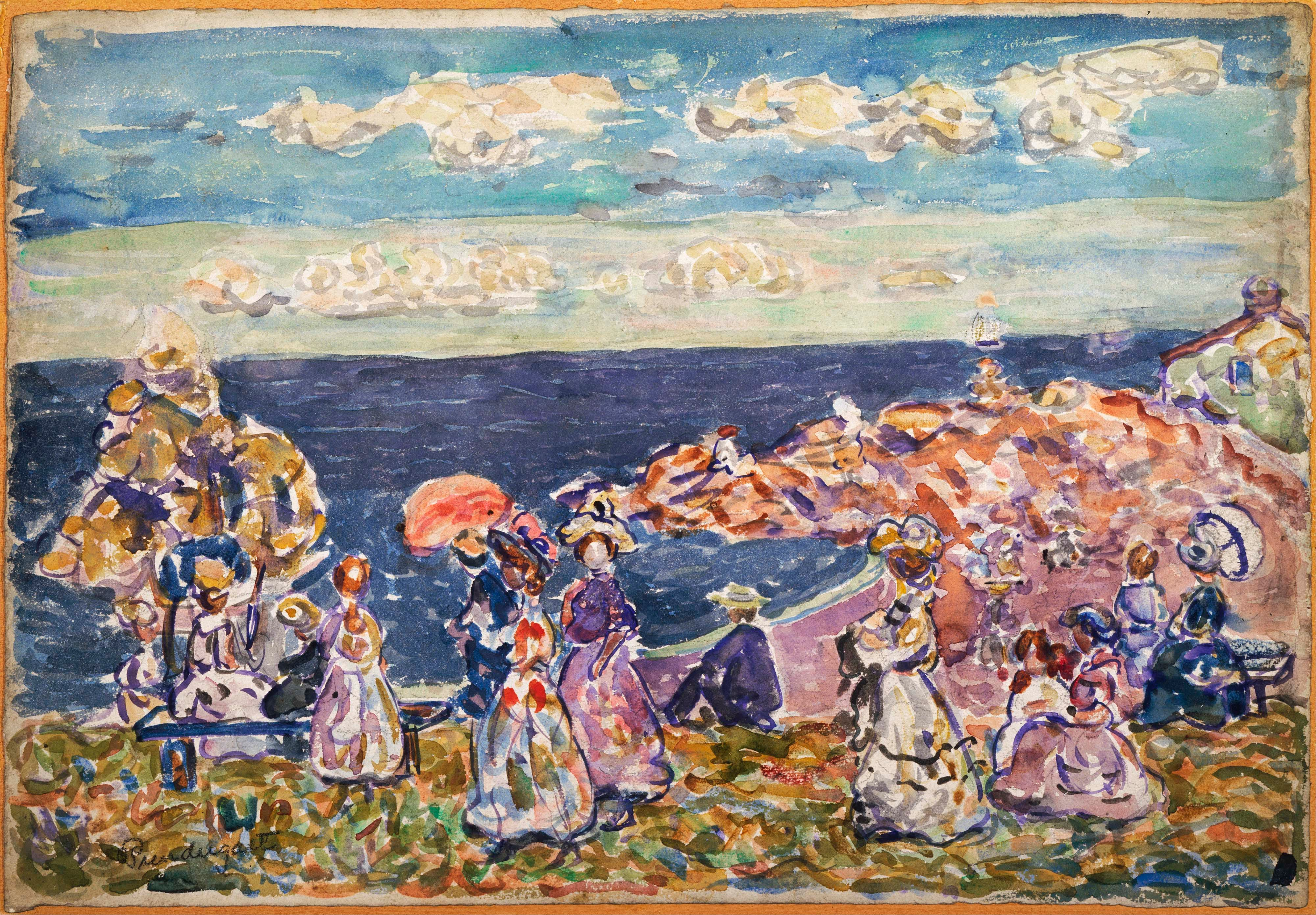
На пляже (ок. 1907-1909)